# Emma Mackey
Emma Margaret Marie Tachard-Mackey, född 4 januari 1996 i Le Mans i Frankrike, är en fransk-brittisk skådespelerska. Hon är mest känd för rollen som Maeve Wiley i Netflixserien Sex Education.

## Biografi
Emma Tachard-Mackey har en fransk far och en brittisk mor. Hon växte upp i Sablé-sur-Sarthe och flyttade till Storbritannien vid 17 års ålder för att bland annat studera engelska och litteratur vid University of Leeds under åren 2013-2017. Därefter flyttade Mackey till London för att satsa på en skådespelarkarriär.

## Filmografi

### Filmer
| År   | Titel                         | Roll                    | Anmärkningar |
| ---- | ----------------------------- | ----------------------- | ------------ |
| 2020 | Tic                           | Jess                    | Kortfilm     |
| 2020 | The Winter Lake               | Holly                   |              |
| 2021 | Eiffel                        | Adrienne Bourgès        |              |
| 2022 | Döden på Nilen                | Jacqueline de Bellefort |              |
| 2022 | Emily                         | Emily Brontë            | Huvudroll    |
| 2023 | Barbie                        | Barbie                  |              |
| 2025 | Hot Milk                      | Sofia                   | Huvudroll    |
| 2025 | Alpha                         | Infirmière              |              |
| 2025 | Ella McCay                    | Ella McCay              | Huvudroll    |
| 2026 | Narnia: The Magician's Nephew | Jadis                   | Huvudroll    |

### TV
| År        | Titel         | Roll        | Anmärkningar |
| --------- | ------------- | ----------- | ------------ |
| 2016      | Badger Lane   | Michelle    | TV-kortfilm  |
| 2019–2023 | Sex Education | Maeve Wiley | Huvudroll    |